# Volley Bergamo 2009-2010
Questa voce raccoglie le informazioni riguardanti il Volley Bergamo nelle competizioni ufficiali della stagione 2009-2010.

## Stagione
Dopo aver conquistato la sesta Champions League nella stagione precedente, la squadra si è prefissata l'obiettivo di riportare lo scudetto in casa orobica che manca dalla stagione 2005/2006.
L'infortunio alla schiena della palleggiatrice Eleonora Lo Bianco ha caratterizzato un difficile finale di girone d'andata. A metà stagione si rinforza il reparto dei palleggiatori con l'acquisto di Valentina Serena.

### Champions League
Il Volley Bergamo affronta la competizione da squadra detentrice del trofeo. Inserito nel Pool A con RC Cannes, Rijeka e Universitet Belgorod conclude il girone al secondo posto dietro la squadra campione di Francia, con 10 punti (4 partite vinte e 2 perse).
Nei Play-off a 12 affronta il Międzyszkolny Klub Sportowy Muszynianka che elimina, vincendo l'andata per 3-0 e perdendo il ritorno per 3-2.
Nei Play-off a 6 per determinare quali squadre raggiungeranno l'RC Cannes nella Final Four, le rossoblu affrontano la Robursport Volley Pesaro campione d'Italia. Le ragazze di Micelli, dopo aver perso l'andata al PalaNorda per 2-3 riescono a vincere 1-3 a Pesaro e quindi a qualificarsi per la Final Four.
Il 3 e il 4 aprile, al Palais des Victoires di Cannes, il Volley Bergamo affronta dapprima l'Asystel Novara che supera per 3-1 in semifinale e quindi Fenerbahçe nella finale: la vittoria arriva al tie-break (25-22, 25-21, 22-25, 20-25, 15-9) e il Volley Bergamo conquista la sua settima Champions League.
MVP della manifestazione sarà Francesca Piccinini, ma alle rossoblu arriveranno altri riconoscimenti individuali: il premio per la miglior palleggiatrice a Eleonora Lo Bianco, quello per la miglior ricevitrice a Antonella Del Core e quello per il miglior libero a Enrica Merlo.

### Coppa Italia
Il Volley Bergamo accede ai quarti di Coppa Italia in virtù del quarto posto conseguito al termine del girone di andata del campionato.
L'accoppiamento la vede opposta alla quinta classificata, ovvero la Robur Tiboni Urbino Volley che le ragazze di Micelli superano per 1-3 al PalaMondolce e per 3-0 al PalaNorda.
La Final four viene disputata al 105 Stadium di Rimini e in semifinale le rossoblu superano la Robursport Volley Pesaro per 0-3 (25-21, 25-22, 25-16).
La finale contrappone la squadra orobica a Villa Cortese: dopo cinque set la squadra di Marcello Abbondanza prevale per 2-3 (23-25, 22-25, 25-23, 25-17, 13-15) e conquista la sua prima Coppa Italia.
Il Volley Bergamo ottiene comunque i premi per la miglior palleggiatrice (Eleonora Lo Bianco) e per il miglior muro (Christiane Fürst).

### Campionato
La regular season si conclude con le rossoblu al terzo posto, in conseguenza dei 47 punti conquistati e delle 18 partite vinte contro le 4 perse.
La miglior realizzatrice al termine della stagione regolare sarà Christiane Fürst con 290 punti.
Ai quarti di finale dei Play-off l'avversario è la Sirio Perugia: nella serie, Bergamo si impone per 2-1 perdendo la sfida del PalaEvangelisti per 3-2 ma vincendo le due partite casalinghe con il punteggio di 3-1.
Il cammino del Volley Bergamo si interrompe in semifinale, ancora ad opera di Villa Cortese: la squadra biancoblu vince entrambe le sfide del PalaBorsani e la gara 4 disputata al PalaNorda chiudendo la serie a suo favore per 3-1.

### Risultati
Nazionali
- Campionato italiano: - eliminata in semifinale
- Coppa Italia: - finalista

Internazionali
- Champions League: - vincitrice

## Organigramma societario
Area direttiva
- Presidente: Luciano Bonetti
- Vicepresidente: Enrica Foppa Pedretti, Natale Forlani
- Direttore generale: Giovanni Panzetti

Area organizzativa
- Team manager: Osvaldo Grumelli
- Segreteria amministrativa: Francesca Sasselli
- Responsabile relazioni esterne: Andrea Veneziani

Area tecnica
- Allenatore: Lorenzo Micelli
- Allenatore in seconda: Matteo Bertini
- Scout man: Gianni Bonacina
- Video man: Felix Koslowski
- Responsabile settore giovanile: Luigi Sana

Area comunicazione
- Ufficio stampa: Giorgia Marchesi

Area marketing
- Responsabile ufficio marketing: Stefano Calvo

Area sanitaria
- Medico: Fabrizio Centonze
- Preparatore atletico: Roberto Benis
- Fisioterapista: Giuseppe Ferrenti, Celeste Mora

## Rosa
| N° | Nome                 | Ruolo | Data di nascita  | Nazionalità sportiva |
| -- | -------------------- | ----- | ---------------- | -------------------- |
| 1  | Serena Ortolani      | S/O   | 7 gennaio 1987   | Italia               |
| 3  | Caterina Fanzini     | S/O   | 12 agosto 1985   | Italia               |
| 4  | Valentina Serena     | P     | 10 novembre 1981 | Italia               |
| 5  | Katarzyna Gujska     | P     | 15 febbraio 1975 | Polonia              |
| 6  | Sara Carrara         | L     | 1º dicembre 1992 | Italia               |
| 7  | Christiane Fürst     | C     | 29 marzo 1985    | Germania             |
| 8  | Enrica Merlo         | L     | 22 dicembre 1988 | Italia               |
| 9  | Lucia Bosetti        | S     | 9 luglio 1989    | Italia               |
| 12 | Francesca Piccinini  | S     | 10 gennaio 1979  | Italia               |
| 13 | Valentina Arrighetti | C     | 26 gennaio 1985  | Italia               |
| 14 | Eleonora Lo Bianco   | P     | 22 dicembre 1979 | Italia               |
| 15 | Antonella Del Core   | S     | 5 novembre 1980  | Italia               |
| 18 | Marina Zambelli      | C     | 1º gennaio 1990  | Italia               |

## Maglia
| Casa | Trasferta | Libero |

## Mercato
| Acquisti | Acquisti         | Acquisti                   | Acquisti            |
| R.       | Nome             | da                         | Modalità            |
| -------- | ---------------- | -------------------------- | ------------------- |
| C        | Christiane Fürst | Robursport Pesaro          | definitivo          |
| S        | Lucia Bosetti    | Sassuolo                   | definitivo          |
| S/O      | Caterina Fanzini | Esperia                    | definitivo          |
| L        | Sara Carrara     | giovanili                  | definitivo          |
| C        | Marina Zambelli  | giovanili                  | definitivo          |
| P        | Valentina Serena | Ankaragücü Spes Conegliano | definitivo prestito |

| Cessioni | Cessioni           | Cessioni            | Cessioni      |
| R.       | Nome               | a                   | Modalità      |
| -------- | ------------------ | ------------------- | ------------- |
| L        | Alessandra Camarda | Conero e Ponterosso | definitivo    |
| S        | Lucia Bacchi       | Universal Carpi     | definitivo    |
| C        | Erika Araki        | Toray Arrows        | fine prestito |
| C        | Jenny Barazza      | Asystel             | definitivo    |
| S/O      | Indre Sorokaite    | Chieri              | prestito      |

## Risultati

### Serie A1

#### Girone di andata
| 1ª giornata - 18 ottobre 2009 Zoppas Arena, Conegliano    | Spes Conegliano    | 2 - 3 | Bergamo             | 21-25, 25-23, 25-19, 21-25, 7-15  |
| 2ª giornata - 25 ottobre 2009 PalaNorda, Bergamo          | Bergamo            | 3 - 2 | Villa Cortese       | 24-26, 25-17, 25-19, 19-25, 15-8  |
| 3ª giornata - 28 ottobre 2009 PalaRavizza, Pavia          | Villanterio        | 2 - 3 | Bergamo             | 28-26, 25-23, 17-25, 15-25, 13-15 |
| 4ª giornata - 1º novembre 2009 PalaNorda, Bergamo         | Bergamo            | 3 - 0 | Sirio Perugia       | 25-19, 25-20, 27-25               |
| 5ª giornata - 22 novembre 2009 PalaNorda, Bergamo         | Bergamo            | 3 - 1 | Castellana Grotte   | 22-25, 26-24, 25-21, 25-17        |
| 6ª giornata - 25 novembre 2009 PalaYamamay, Busto Arsizio | Busto Arsizio      | 2 - 3 | Bergamo             | 25-23, 25-20, 13-25, 18-25, 13-15 |
| 7ª giornata - 29 novembre 2009 PalaNorda, Bergamo         | Bergamo            | 2 - 3 | Robur Tiboni Urbino | 25-22, 26-24, 23-25, 28-30, 17-19 |
| 8ª giornata - 6 dicembre 2009 PalaTriccoli, Jesi          | Giannino Pieralisi | 0 - 3 | Bergamo             | 24-26, 20-25, 22-25               |
| 9ª giornata - 13 dicembre 2009 PalaNorda, Bergamo         | Bergamo            | 0 - 3 | Robursport Pesaro   | 23-25, 21-25, 18-25               |
| 10ª giornata - 20 dicembre 2009 PalaFranzanti, Piacenza   | River              | 2 - 3 | Bergamo             | 16-25, 26-24, 25-16, 20-25, 12-15 |
| 11ª giornata - 27 dicembre 2009 PalaNorda, Bergamo        | Bergamo            | 1 - 3 | Asystel             | 18-25, 19-25, 25-22, 19-25        |

#### Girone di ritorno
| 12ª giornata - 10 gennaio 2010 PalaNorda, Bergamo             | Bergamo             | 3 - 0 | Spes Conegliano    | 25-20, 25-20, 26-24               |
| 13ª giornata - 17 gennaio 2010 PalaBorsani, Castellanza       | Villa Cortese       | 3 - 0 | Bergamo            | 25-20, 32-30, 25-22               |
| 14ª giornata - 31 gennaio 2010 PalaNorda, Bergamo             | Bergamo             | 3 - 0 | Villanterio        | 25-21, 25-22, 25-11               |
| 15ª giornata - 7 febbraio 2010 PalaEvangelisti, Perugia       | Sirio Perugia       | 2 - 3 | Bergamo            | 16-25, 25-23, 25-20, 22-25, 10-15 |
| 16ª giornata - 14 febbraio 2010 PalaGrotte, Castellana Grotte | Castellana Grotte   | 0 - 3 | Bergamo            | 23-25, 22-25, 18-25               |
| 17ª giornata - 21 febbraio 2010 PalaNorda, Bergamo            | Bergamo             | 3 - 1 | Busto Arsizio      | 25-12, 22-25, 25-20, 25-22        |
| 18ª giornata - 28 febbraio 2010 PalaMondolce, Urbino          | Robur Tiboni Urbino | 1 - 3 | Bergamo            | 25-15, 19-25, 18-25, 18-25        |
| 19ª giornata - 7 marzo 2010 PalaNorda, Bergamo                | Bergamo             | 3 - 1 | Giannino Pieralisi | 25-21, 25-23, 25-27, 25-20        |
| 20ª giornata - 14 marzo 2010 PalaCampanara, Pesaro            | Robursport Pesaro   | 2 - 3 | Bergamo            | 25-19, 19-25, 23-25, 25-16, 11-15 |
| 21ª giornata - 21 marzo 2010 PalaNorda, Bergamo               | Bergamo             | 3 - 0 | River              | 25-22, 25-19, 25-23               |
| 22ª giornata - 28 marzo 2010 Sporting Palace, Novara          | Asystel             | 2 - 3 | Bergamo            | 22-25, 25-20, 25-16, 20-25, 11-15 |

#### Play-off scudetto
| Quarti di finale (gara 1) - 22 aprile 2010 PalaEvangelisti, Perugia | Sirio Perugia | 3 - 2 | Bergamo       | 25-27, 21-25, 25-16, 25-22, 15-10 |
| Quarti di finale (gara 2) - 25 aprile 2010 PalaNorda, Bergamo       | Bergamo       | 3 - 1 | Sirio Perugia | 25-16, 25-21, 20-25, 25-19        |
| Quarti di finale (gara 3) - 27 aprile 2010 PalaNorda, Bergamo       | Bergamo       | 3 - 1 | Sirio Perugia | 25-27, 25-22, 25-22, 26-24        |
| Semifinali (gara 1) - 1º maggio 2010 PalaLido, Milano               | Villa Cortese | 3 - 1 | Bergamo       | 25-23, 25-17, 24-26, 26-24        |
| Semifinali (gara 2) - 3 maggio 2010 PalaLido, Milano                | Villa Cortese | 0 - 3 | Bergamo       | 29-31, 17-25, 14-25               |
| Semifinali (gara 3) - 5 maggio 2010 PalaNorda, Bergamo              | Bergamo       | 2 - 3 | Villa Cortese | 17-25, 26-24, 26-24, 14-25, 15-17 |
| Semifinali (gara 4) - 7 maggio 2010 PalaNorda, Bergamo              | Bergamo       | 2 - 3 | Villa Cortese | 22-25, 28-26, 25-22, 19-25, 12-15 |

### Coppa Italia

#### Fase a eliminazione diretta
| Quarti di finale (andata) - 27 gennaio 2010 PalaMondolce, Urbino | Robur Tiboni Urbino | 1 - 3 | Bergamo             | 21-25, 26-24, 16-25, 21-25        |
| Quarti di finale (ritorno) - 3 febbraio 2010 PalaNorda, Bergamo  | Bergamo             | 3 - 0 | Robur Tiboni Urbino | 25-23, 26-24, 25-22               |
| Semifinale - 17 aprile 2010 105 Stadium, Rimini                  | Robursport Pesaro   | 0 - 3 | Bergamo             | 21-25, 22-25, 16-25               |
| Finale - 18 aprile 2010 105 Stadium, Rimini                      | Bergamo             | 2 - 3 | Villa Cortese       | 23-25, 22-25, 25-23, 25-17, 13-15 |

### Champions League

#### Fase a gironi
| 1ª giornata - 3 dicembre 2009 Dvorana Mladost, Fiume         | Rijeka                | 0 - 3 | Bergamo               | 16-25, 11-25, 24-26              |
| 2ª giornata - 8 dicembre 2009 PalaNorda, Bergamo             | Bergamo               | 3 - 2 | Universitet-Technolog | 18-25, 23-25, 25-22, 25-11, 15-5 |
| 3ª giornata - 17 dicembre 2009 Palais des Victoires, Cannes  | RC Cannes             | 3 - 1 | Bergamo               | 25-19, 18-25, 25-14, 25-7        |
| 4ª giornata - 6 gennaio 2010 PalaNorda, Bergamo              | Bergamo               | 3 - 1 | RC Cannes             | 25-10, 25-22, 18-25, 25-20       |
| 5ª giornata - 13 gennaio 2010 Sports Palace Cosmos, Belgorod | Universitet-Technolog | 3 - 1 | Bergamo               | 25-22, 25-23, 20-25, 25-20       |
| 6ª giornata - 19 gennaio 2010 PalaNorda, Bergamo             | Bergamo               | 3 - 0 | Rijeka                | 25-19, 25-18, 25-17              |

#### Fase a eliminazione diretta
| Play-off a 12 (andata) - 11 febbraio 2010 PalaNorda, Bergamo              | Bergamo           | 3 - 0 | Muszyna           | 25-20, 25-23, 25-21               |
| Play-off a 12 (ritorno) - 18 febbraio 2010 Hala sportowa Muszyna, Muszyna | Muszyna           | 3 - 2 | Bergamo           | 21-25, 16-25, 25-21, 25-21, 15-8  |
| Play-off a 6 (andata) - 4 marzo 2010 PalaNorda, Bergamo                   | Bergamo           | 2 - 3 | Robursport Pesaro | 25-20, 25-27, 26-24, 18-25, 12-15 |
| Play-off a 6 (ritorno) - 11 marzo 2010 PalaCampanara, Pesaro              | Robursport Pesaro | 1 - 3 | Bergamo           | 18-25, 22-25, 25-20, 22-25        |
| Semifinale - 3 aprile 2010 Palais des Victoires, Cannes                   | Asystel           | 1 - 3 | Bergamo           | 20-25, 25-21, 19-25, 15-25        |
| Finale - 4 aprile 2010 Palais des Victoires, Cannes                       | Fenerbahçe        | 2 - 3 | Bergamo           | 22-25, 21-25, 25-22, 25-20, 9-15  |